# Chelydra rossignonii
Chelydra rossignonii е вид костенурка от семейство Кайманови костенурки (Chelydridae). Видът е уязвим и сериозно застрашен от изчезване.

## Разпространение
Разпространен е в Белиз, Гватемала, Мексико и Хондурас.